# اواتو
اواتو (به لاتین: Evato) یک منطقهٔ مسکونی در ماداگاسکار است که در فرافنگانا واقع شده‌است. اواتو ۸۲ کیلومتر مربع مساحت و ۱۳٬۰۰۰ نفر جمعیت دارد و ۱۳ متر بالاتر از سطح دریا واقع شده‌است.